# Tan Cheng Lock
Tan Cheng Lock (chiń. 陳禎祿; pinyin Chén Zhēnlù; pe̍h-ōe-jī Tân Ching-lo̍k; ur. 5 kwietnia 1883 w stanie Malakka, zm. 8 grudnia 1960 w mieście Malakka) – malezyjski polityk i przedsiębiorca pochodzenia chińskiego.

## Życiorys
Urodził się w zamożnej chińskiej rodzinie przedsiębiorcy zajmującej się m.in. spedycją i zarządzaniem plantacjami. Sam zajął się inwestowaniem głównie w gumę i bankowość. Zaznajomił się też z klasycznymi filozofami europejskimi i z europejską myślą polityczną. Podczas I wojny światowej włączył się do życia publicznego, w 1923 został powołany do Rady Legislacyjnej Straits Settlements. Prowadził kampanię przeciwko ówczesnej „pro-malajskiej”, jak twierdził, polityce, opowiadając się za zjednoczonym (i ostatecznie samorządnym) społeczeństwem Malezji, w którym wszystkie grupy etniczne, zarówno rdzenne, jak i imigranckie, miałyby równe prawa. W 1993 został pierwszym azjatyckim członkiem Rady Wykonawczej Straits Settlements, częściowo prawdopodobnie z powodu poparcia zakazu działalności Kuomintangu w Malezji i silne podkreślanie poglądu, że malezyjscy Chińczycy powinni być lojalni wyłącznie wobec władz Malezji. Okres japońskiej okupacji spędził w Indiach, gdzie utworzył Zamorskie Stowarzyszenie Chińskie mające wywierać pewien wpływ na brytyjskie powojenne plany dotyczące kolonii, choć prawdopodobnie miało to większy związek z reparacjami ekonomicznymi niż z polityką. Brytyjska koncepcja utworzenia Unii Malajskiej była bliska poglądom Locka, jednak została odrzucona przez Malajów. Od 1948 brał udział w sponsorowanym przez Brytyjczyków Komitecie Współpracy Społeczności (Communities Liaison Committee) mającym działać na rzecz wspólnoty narodowej. Gdy w 1949 zostało utworzone Malezyjskie Towarzystwo Chińskie (Malayan Chinese Association), będące najpierw organizacją pomocy społecznej, a później pełnoprawną, centrową, malezyjską chińską partią polityczną, Lock został jej prezesem, którym pozostał do uzyskania niepodległości przez Malezję w 1957.